# Abd ar-Rahman al-Kawakibi
Abd ar-Rahman al-Kawakibi (arab. عبد الرحمن الكواكبي, ur. 1854 w Aleppo, zm. 1902 w Kairze) – syryjski filozof islamski.

## Życiorys
Pochodził z zamożnej rodziny notabli miejskich z Aleppo. Odebrał gruntowne wykształcenie religijne, doskonale znał klasyczny język arabski, perski i osmańskoturecki. W latach 70. XIX wieku redagował wydawane w Aleppo pismo rządowe Al-Furat (Eufrat), założył również dwa niezależne tytuły prasowe, które z powodów politycznych zostały szybko zlikwidowane.
Należał do czołowych działaczy drugiego pokolenia syryjskiego ruchu narodowego, w swoich publikacjach domagał się niepodległości dla ziem Imperium Osmańskiego zamieszkiwanych przez Arabów. Domagał się upowszechniania oświaty i walki z ignorancją. Atakował Turków nie tylko za fakt politycznego zdominowania Arabów, zarzucał im także zniszczenie pierwotnego oblicza islamu, które mieli zniekształcić z racji swojej, odmiennej od arabskiej, kultury i historii. Będąc zwolennikiem panislamizmu, uważał, że Arabowie powinni odgrywać wśród muzułmanów wiodącą rolę, domagał się ustanowienia kalifatu z Arabem jako władcą. Swoje poglądy wyłożył w obrazowy sposób w zbiorze Matka miast, w którym grupa Arabów, spotykając się w Mekce, dyskutuje o współczesnej kondycji islamu i Imperium Osmańskiego. Na kształtowanie się jego poglądów miała wpływ myśl Muhammada Abduha i Dżamal ad-Dina al-Afghaniego.
Jego wystąpienia sprawiły, że musiał opuścić Syrię, gdzie sprawował różne stanowiska w administracji państwowej, i osiedlić się w Egipcie. Zmarł nagle, prawdopodobnie otruty przez agentów sułtańskich.